# Anastássios Levídis
Anastássios Levídis (grec moderne : Αναστάσιος Λεβίδης ; 6 décembre 1834 - 16 novembre 1918) est un érudit et un éducateur grec dans l'Empire ottoman.

## Biographie
Né en 1834 dans le village d'Áï-Kostén,, dans le territoire de la ville d'Everek (aujourd'hui connue sous le nom de Develi), dans la région de Cappadoce, sous le nom d'Anastássios Kazantsóglou (grec moderne : Αναστάσιος Καζαντσόγλου) ou Kazantzóglou (grec moderne : Καζαντζόγλου) et issu d'une famille aisée de Karamanlides, il commence son apprentissage de la langue à l'école locale, avant d'être scolarisé à domicile sous la tutelle d'un parent prêtre. À l'âge de vingt ans, il se rend à Constantinople afin de poursuivre ses études à la Grande École de la Nation. Au cours de ses études, les professeurs de l'école procèdent à la modification de son nom de famille, ce dernier étant d'origine turque, en l'hellénisant - sans pour autant procéder à une traduction de manière exacte - en Levídis, forme de nom qu'il conserve pour le reste de sa vie.
Après la fin de ses études, Levídis travaille entre 1861 et 1889 en tant qu'enseignant dans les régions de la Cappadoce et de la Cilicie. Entre autres, il devient directeur de différentes écoles à Zincidere, Androníkio, Yozgat, ou Talas. Au cours des années suivantes, il devient membre de divers conseils éducatifs et ecclésiastiques, ainsi que contrôleur des écoles dans la région environnante de Kayseri. De nature fragile, il est confronté à divers problèmes de santé tout au long de sa vie et, en 1904, il perd définitivement la vue. Il meurt le 16 novembre 1918.
Il se marie en 1864 avec Sofía Chaïrpáloglou, fille d'un notable et marchand originaire de Zincidere, avec qui il a deux fils, les médecins Filáretos et Pláton Levídis.

## Œuvre littéraire
Tout au long de sa carrière, Levídis mène des recherches sur le terrain, en recueillant diverses données sur l'histoire, les monuments, le folklore, ainsi que la tradition linguistique des populations grecques de la région de la Cappadoce,. Malgré les lacunes de son travail, ce dernier est considéré comme un outil important pour les différents chercheurs.
La liste de ses publications comprend des livres écrits principalement en turc karamanli et accessoirement en grec, des dictionnaires gréco-turcs, ainsi que des articles parus dans des publications de langue grecque de Constantinople, de Smyrne et d'Athènes. Il est considéré comme le premier chercheur qui, indépendamment de ses opinions, traite la tradition orale grecque et turque de la région de la Cappadoce de manière égale et uniforme. La partie majeure de ses œuvres est restée inédite, bien que certaines d'entre elles, de nature linguistique, sont utilisées par le chercheur britannique Richard M. Dawkins. Cependant, la paternité intellectuelle des livres publiés en grec par Levídis est contestée par Manouíl Gedeón et Trýfon Evaggelídis, qui affirment, de leur côté, que ces derniers proviennent de proviennent de différents manuscrits appartenant au métropolite Eustache de Césarée, un parent d'Evaggelídis.

## Sélection d'œuvres
- (tr) Μιράτη φεζαΐλ βε μεαγίπ [« Mirroir des vertus et des vices »],‎ 1875[1].
- (el) Ιστορικόν δοκίμιον. Διηρημένον εις τόμους τέσσαρας και περιέχον την Θρησκευτικήν και Πολιτικήν Ιστοριαν, την Χωρογραφίαν και Αρχαιολογίαν της Καππαδοκίας. Τόμος Α΄, Εκκλησιαστική Ιστορία [« Éssai historique. Divisé en quatre volumes et contenant l'histoire religieuse et politique, la géographie et l'archéologie de la Cappadoce. Volume I, Histoire ecclésiastique »],‎ 1889.
- (el) Αι εν μονολίθοις μοναί της Καππαδοκίας και Λυκαονίας [« Les monastères monolithiques de la Cappadoce et de la Lycaonie »],‎ 1899[6].